# صبايا 2 (مسلسل)
صبايا - رجعنا من جديد أو صبايا 2، مسلسل سوري، كوميدي عرض في رمضان 2010. من إخراج فراس دهني وتأليف مازن طه، ونور الشيشكلي، والمخرج المنفذ صفاء أحمد.

## القصة
يحكي مسلسل صبايا قصة خمس فتيات يعشن في منزل واحد وما يتخلل ذلك من أحداث ومغامرات متفرقة نتعرف فيها على العديد من الشخصيات التي تحتك بالفتيات ضمن إطار اجتماعي كوميدي خفيف ليشكل هذا العمل عبر ثلاثين حلقة نموذجاً لعدة شرائح اجتماعية وتفاعلها مع بعضها البعض وما يرافق ذلك من مواقف تأتي انعكاساً حقيقياً للحياة الواقعية.

## طاقم التمثيل
- ديما بياعة بدور نور
- كندة حنا بدور سميحة
- قمر خلف بدور نسمة
- جيني إسبر بدور ميديا
- ديمة الجندي بدور لبنى
- نبال جزائري بدور هزار
- محمد خير الجراح بدور قدري
- أندريه سكاف بدور جو
- فادي صبيح بدور سامي
- جمال العلي بدور سائق الأجرة
- ميرنا شلفون بدور دانة
- زهير رمضان بدور أبو دانة
- محمود نصر بدور وسيم
- مهيار خضور بدور وائل
- لونا أبو درهمين بدور زينة صديقة سميحة في الجامعة